# Rio do Peixe (afluente do rio Tietê)
O rio do Peixe é um rio brasileiro. Sua nascente é em São Paulo no município de Bofete. Desagua no rio Tietê próximo da Fazenda da Barra, sendo seu afluente pela margem sul. 